# SEP (komunikacja)
SEP (od ang. Somebody Else's Problem) - to sprawa, którą uważamy za cudzy problem. To sprawa przemilczana, sprawa, dla której nie mamy kategorii językowych.
Douglas Adams w powieści "Życie, Wszechświat i cała reszta" podaje następującą definicję:

SEP jest czymś, czego nie możemy dostrzec, albo nie dostrzegamy, albo nasz mózg nie pozwala nam tego dostrzec, ponieważ myślimy, że jest to problem kogoś innego.

Pojęciem oznaczającym proces unieważniania jest sepizacja. Jest to zjawisko przeciwne do kontrsepizacji i autokontrsepizacji, czyli przywracaniu ważności. Zjawiskiem podobnym do sepizacji jest autosepizacja. 
Współistnienie tych zjawisk jest nieuniknionym efektem komunikacji społecznej i hierarchizacji i oznacza permanentne wytyczanie granic ważności i nieważności w życiu społecznym.

## Wyróżnia się 3 wymiarysepizacji
1. "ja - świat"
Za cudzy problem uważa się to, czego jednostka nie postrzega w kategoriach wpływu na swoją sytuację, mimo iż taki wpływ faktycznie istnieje. Źródłem sepizacji jest tu przerost cudzego problemu nad naszymi potrzebami i aspiracjami.
2. "my - oni"
Cudzym problemem będzie problem grupy, z którą się nie identyfikujemy. Narzędziem sepizacji jest podział na spokrewnionych i obcych.
Ten wymiar sepizacyjny jest jednak niezbędnym elementem orientacji w świecie. Stwarza poczucie przynależności, identyfikacji i tożsamości kulturowej.
3. "tekst - nietekst"
Cudzy problem to problem pozbawiony sensu na poziomie kulturowym. Sepizacja jest tu efektem zakłóceń w komunikacji symbolicznej. Jej narzędziem jest separacja kultury od nie-kultury, informacji od chaosu, wiedzy od ignorancji, sensu od nonsensu, tekstu od nie-tekstu.

## Praktyka sepizacyjna
Praktyka sepizacyjna odbywa się na 2 poziomach: milczącym i wyartykułowanym.
1. SEP milczący - sepizacja nie ma wyrazu (gestu, znaku, wypowiedzi) w dyskursie publicznym, komunikacji. Jest manifestacją nieobecności. Może być wynikiem:
  - braku kategorii opisowych
  - zacierania się w pamięci
  - "powszechnej oczywistości"

1. SEP wyartykułowany - sepizacja jest wyraźna w aktach komunikacja i wyraża się w:
  - eufemizacji
  - marginalizacji
  - piętnowaniu
  - degradacji
  - wyłączaniu (anatemie)

SEP stał się przedmiotem badań sepologii.
Analizę SEP można odnaleźć w zbiorowej pracy pod redakcją Marka Czyżewskiego, Kingi Dunin i Andrzeja Piotrowskiego pt. "Cudze problemy. O ważności tego, co nieważne. Analiza dyskursu publicznego w Polsce"